# Jean Elleinstein
Jean Elleinstein (* 6. August 1927 in Paris; † 16. Januar 2002) war ein französischer Historiker, der sich auf die Erforschung des Kommunismus spezialisiert hatte.

## Biografie
Als Sohn eines Industriellen, der links abstimmte und immer wiederholte „wenn ich nicht Jude wäre, wäre ich Faschist ...“, passierte der junge Jude Jean Elleinstein die Demarkationslinie im Jahre 1941 und musste bis 1944 im Untergrund leben, als er sich den Patriotischen Milizen in Megève anschloss. Er trat der Kommunistischen Partei Frankreichs (PCF) nach der Libération im Alter von siebzehn Jahren bei und wurde schnell zu einem Aktivisten der Partei, zunächst als Journalist in einer kommunistischen Presseagentur, dann in der Pressestelle der PCF, bevor er sich für die Kommunistische Jugendorganisation Mouvement Jeunes Communistes de France und den Weltbund der Demokratischen Jugend engagierte.
Sein Aktivismus brachte ihm 1949 mehrere Wochen Gefängnis ein, danach verbrachte er 1952/1953 16 Monate in einem Versteck. Er nahm dann seine Studien wieder auf, wurde 1954 Professor, erwarb 1958  das Certificat d’aptitude au professorat de l’enseignement du second degré, die Agrégation d'histoire 1960 und wurde Maître de conférences. Gleichzeitig war er verantwortlich für die Schaffung der Union der Kommunistischen Studenten (frz.: Union des étudiants communistes).
Der XX. Parteitag der KPdSU 1956 und  1960/1961 die Affäre Servin-Casanova – zwei PCF-Reformer wurden von der Parteiführung wegen „Revisionismus“ gemaßregelt – brachten seine Überzeugungen ins Wanken. In der Partei an den Rand gedrängt, jedoch stark unterstützt von Roland Leroy, näherte sich Elleinstein im Ton italienischen oder spanischen Kommunisten an. Als stellvertretender Direktor des Zentrums für marxistische Studien und Forschung veröffentlichte er zwischen 1972 und 1975 eine Geschichte der Sowjetunion, in der er sich deutlich von orthodoxen Thesen befreite, wie sie von Jean Bruhat seit 1945 vertreten wurden. Im Einklang mit der Politik der Öffnung in dieser Zeit einer Union der Linken und des Eurokommunismus ließ ihn die PCF gewähren. Jean Elleinstein nutzte seine gewonnene Freiheit 1975 durch die Veröffentlichung einer Geschichte des stalinistischen Phänomens – Histoire du phénomène stalinien, in der er den Stalinismus als das unglückliche Produkt historischer Umstände analysierte.
Er wurde der inoffizielle Sprecher eines demokratischen Kommunismus, verkündet im Rahmen des XXII. Kongresses der Kommunistischen Partei Frankreichs im Februar 1976. Dieser war durch den Versuch eines Bruchs mit dem sowjetischen System gekennzeichnet, unter Führung von Jean Kanapa. Nach dem Scheitern einer Union der Linken im Jahr 1977 und der Annäherung Georges Marchais’ an Breschnew wurde Elleinstein in der PCF scharf kritisiert. 1981 wurde er aus der Partei ausgeschlossen.

## Schriften
- Histoire du phénomène stalinien. Grasset, Paris 1975, ISBN 2-246-00187-0 (In deutscher Sprache: Geschichte des „Stalinismus“. Aus dem Französischen von Norbert Wolter. VSA, Berlin 1977, ISBN 3-87975-102-1).
- Marx. (Sa vie, son oeuvre). Fayard, Paris 1981, ISBN 2-213-01058-7.